# Aranedra millsi
Aranedra millsi is een vliesvleugelig insect uit de familie Eurytomidae. De wetenschappelijke naam is voor het eerst geldig gepubliceerd in 1971 door Burks.